# Campionato sudamericano femminile under 20 di pallavolo 2014
Il campionato sudamericano femminile under 20 di pallavolo 2014 si è svolto dal 30 settembre al 4 ottobre 2014 a Barrancabermeja, in Colombia: al torneo hanno partecipato cinque squadre nazionali under 20 sudamericane e la vittoria finale è andata per la diciottesima volta, la tredicesima consecutiva, al Brasile.

## Impianti
|                                                                                                |  |  |
|                                                                                                |  |  |
| Coliseo Luis Fernando Castellanos Città: Barrancabermeja Capienza: 7 000 Anno d'apertura: 2013 |  |  |

## Regolamento

### Formula
Le squadre hanno disputato un'unica fase con formula del girone all'italiana.

### Criteri di classifica
Se il risultato finale è stato di 3-0 o 3-1 sono stati assegnati 3 punti alla squadra vincente e 0 a quella sconfitta, se il risultato finale è stato di 3-2 sono stati assegnati 2 punti alla squadra vincente e 1 a quella sconfitta.
L'ordine del posizionamento in classifica è stato definito in base a:
- Punti;
- Ratio dei set vinti/persi;
- Ratio dei punti realizzati/subiti;
- Risultati degli scontri diretti.

## Squadre partecipanti
| Squadra   | Qualificazione      | Ultima partecipazione |
| --------- | ------------------- | --------------------- |
| Argentina | -                   | Perù 2012             |
| Brasile   | -                   | Perù 2012             |
| Cile      | -                   | Perù 2012             |
| Colombia  | Paese organizzatore | Perù 2012             |
| Perù      | -                   | Perù 2012             |
| Venezuela | -                   | Perù 2012             |

## Torneo

### Risultati
| 30 settembre 2014 Coliseo Luis Castellanos, Barrancabermeja Durata: ? - Spettatori: ? | Perù      | 3 - 1 | Cile      | 25-18, 25-14, 23-25, 25-20        |
| 30 settembre 2014 Coliseo Luis Castellanos, Barrancabermeja Durata: ? - Spettatori: ? | Colombia  | 0 - 3 | Brasile   | 19-25, 6-25, 19-25                |
| 1º ottobre 2014 Coliseo Luis Castellanos, Barrancabermeja Durata: ? - Spettatori: ?   | Brasile   | 3 - 1 | Perù      | 25-17, 24-26, 25-15, 25-17        |
| 1º ottobre 2014 Coliseo Luis Castellanos, Barrancabermeja Durata: ? - Spettatori: ?   | Argentina | 3 - 0 | Cile      | 27-25, 26-24, 26-24               |
| 2 ottobre 2014 Coliseo Luis Castellanos, Barrancabermeja Durata: ? - Spettatori: ?    | Perù      | 3 - 1 | Argentina | 25-19, 26-24, 17-25, 25-21        |
| 2 ottobre 2014 Coliseo Luis Castellanos, Barrancabermeja Durata: ? - Spettatori: ?    | Cile      | 3 - 0 | Colombia  | 25-20, 25-18, 25-18               |
| 3 ottobre 2014 Coliseo Luis Castellanos, Barrancabermeja Durata: ? - Spettatori: ?    | Brasile   | 3 - 0 | Cile      | 25-19, 25-19, 25-10               |
| 3 ottobre 2014 Coliseo Luis Castellanos, Barrancabermeja Durata: ? - Spettatori: ?    | Colombia  | 2 - 3 | Argentina | 18-25, 11-25, 25-20, 25-15, 10-15 |
| 4 ottobre 2014 Coliseo Luis Castellanos, Barrancabermeja Durata: ? - Spettatori: ?    | Colombia  | 2 - 3 | Perù      | 20-2, 24-26, 25-16, 25-19, 14-16  |
| 4 ottobre 2014 Coliseo Luis Castellanos, Barrancabermeja Durata: ? - Spettatori: ?    | Brasile   | 3 - 0 | Argentina | 25-14, 25-22, 25-18               |

### Classifica
| Pos | Squadra   | Pt | G | V | P | SV | SP | Ratio  | PF  | PS  | Ratio |
| --- | --------- | -- | - | - | - | -- | -- | ------ | --- | --- | ----- |
| 1   | Brasile   | 12 | 4 | 4 | 0 | 12 | 1  | 12.000 | 324 | 216 | 1.500 |
| 2   | Perù      | 8  | 4 | 3 | 1 | 10 | 7  | 1.428  | 368 | 373 | 0.986 |
| 3   | Argentina | 5  | 4 | 2 | 2 | 7  | 8  | 0.875  | 314 | 336 | 0.934 |
| 4   | Cile      | 3  | 4 | 1 | 3 | 4  | 9  | 0.444  | 273 | 308 | 0.886 |
| 5   | Colombia  | 2  | 4 | 0 | 4 | 4  | 12 | 0.333  | 303 | 347 | 0.873 |

## Classifica finale
| Pos | Squadra   | Qualificazione                    |
| --- | --------- | --------------------------------- |
|     | Brasile   | Campionato mondiale under 20 2015 |
|     | Perù      |                                   |
|     | Argentina |                                   |
| 4   | Cile      |                                   |
| 5   | Colombia  |                                   |

## Premi individuali
| Premio                 | Nome              | Squadra   |
| ---------------------- | ----------------- | --------- |
| MVP                    | Drussyla Costa    | Brasile   |
| Miglior palleggiatrice | Thais de Oliveira | Brasile   |
| Miglior opposto        | Maguilaura Frías  | Perù      |
| Miglior schiacciatrice | Irene Verasio     | Argentina |
| Miglior schiacciatrice | Amanda Coneo      | Colombia  |
| Miglior centrale       | Layza Ferreira    | Brasile   |
| Miglior centrale       | Andrea Urrutia    | Perù      |
| Miglior libero         | Laís Vasques      | Brasile   |